# Puente General Rafael Urdaneta
El Puente General Rafael Urdaneta, también localmente llamado Puente sobre el Lago o Puente del Lago de Maracaibo, es un puente que cruza la parte más angosta del lago de Maracaibo, en Zulia, en el noroeste de Venezuela, y conecta la ciudad de Maracaibo con el resto del país. Fue nombrado en honor al general Rafael Urdaneta, héroe zuliano de la independencia de Venezuela. Es de los más grandes del mundo en su tipo, el segundo más largo de América Latina, sólo después del Puente Río-Niterói (13 km), ocupa el número 80 de los más largos en el mundo.
Diseñado por el ingeniero italiano Riccardo Morandi y posteriormente modificado por el Consorcio Puente Maracaibo "CPM" (Precomprimido C.A. venezolana 50% participación y líder, Wayss & Freytag A.G. y Julius Berger, Phillip Holtzman A.G. el otro 50%), fue construido en hormigón armado y pretensado, y tiene una longitud de 8678 m y 134 pilares. En su parte central el puente es del tipo atirantado; sus bases se encuentran ancladas en el fondo del lago de Maracaibo, a una profundidad de 60 metros (permite que embarcaciones de hasta 45 m de altura puedan pasar por debajo y tiene una luz de 235 m) y cuenta con dos carriles por sentido. Soporta un tráfico promedio de 45 mil vehículos diarios. En este puente se encuentra el monumento de luces más grande de América Latina y el tercero en el mundo.
Este puente permitió unir ambas orillas del lago y conectar de manera expedita la ciudad de Maracaibo con el resto de Venezuela. Los proyectos iniciales para el puente fueron descartados pues se consideró que una estructura de metal requeriría mucho mantenimiento, dado el clima húmedo de la zona. Además de requerir poco mantenimiento, en Venezuela el cemento es un material menos costoso que el acero y mantendría los requerimientos estéticos de la obra.

## Construcción
Según la publicación oficial del Ministerio de Obras Públicas (MOP) 1962 y el libro El puente sobre el lago de Maracaibo en Venezuela Bauverlag GmbH, Wiesbaden-Berlin (1962), se emplearon en su construcción 270 mil m³ de concreto, 35 660 m de pilotes de perforación, 27 170 m de pilotes de hinca de d=91.4 cm, 6260 m de pilotes de hinca 50/50 cm, 5000 t de cables de pretensado y 19 000 t de cabillas. Participaron 2600 personas.

### Algunos datos
- Comitente: República de Venezuela, MOP.
- Proyecto: Prof Riccardo Morandi, posteriormente modificado por CPM.
- Cálculos estáticos: Consorcio Puente Sobre el Lago en cooperación con el Prof Riccardo Morandi.
- Inspección: Ministerio Obras Públicas. Dr Miguel Gonzales Jaime, Director.
- Revisión del proyecto: Prof Dr F. Stussi, Prof G. Schnitter, Dr Paul Lustgarten (MOP).
- Junta Directiva CPM: Dr Juan Otaola, Dr Oscar Benedetti, Sr Eugenio Tundisi por Venezuela; Dpl Ing F. Sperber, Dr Ing Hermann Bay, Dpl Ing Hans Ramm por Alemania.
- Director delegado especial y técnico: Dr Juan Otaola.
- Director de obra: Dr Freddy Boulton y Dpl Ing Otto Starke.

## Historia

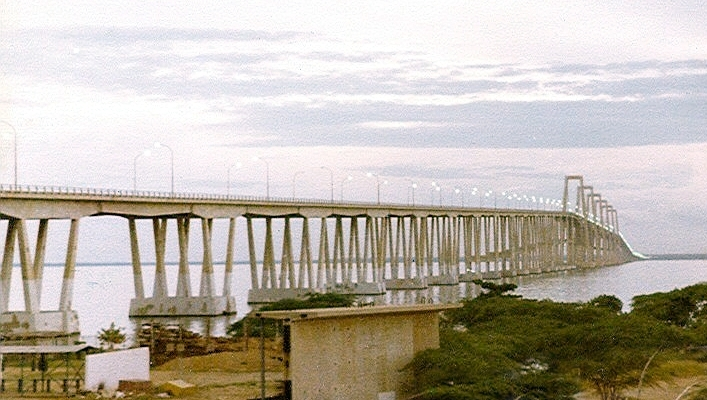
Puente General Rafael Urdaneta en el año 1970.

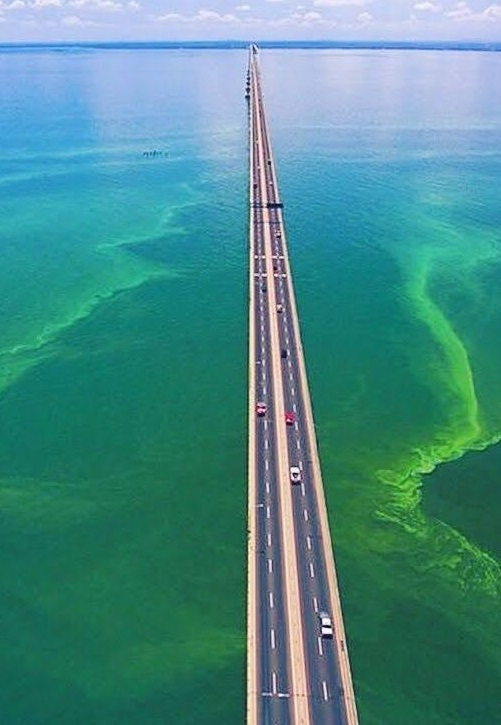
Vista del puente desde un dron en agosto de 2023. Se visualiza la contaminación del lago.

El puente Rafael Urdaneta fue planeado internacionalmente durante el gobierno del general Marcos Pérez Jiménez. Inicialmente nombró el proyecto como Puente Ambrosio Ehinger, quien a causa de su derrocamiento no logró concluir la contratación. Posteriormente se licitó la obra nuevamente, iniciándose los trabajos de la obra, y tres años después es inaugurado, el 24 de agosto de 1962, por el presidente de Venezuela Rómulo Betancourt. Es importante destacar que se considera el primer puente moderno de su tipo; de hecho, la tecnología para construcción costa afuera fue diseñada enteramente por venezolanos, lo cual involucró el diseño de gabarras para hincado de pilotes (gabarras martillo) y pilotes para el tipo de lecho que presenta el lago, accesorios para la distribución de las cargas a ser izadas, hitos tecnológicos que han pasado desapercibidos y de los cuales existen pocos registros históricos.
Dos años más tarde, el 6 de abril de 1964, aproximadamente a las 22:45, el súper tanquero Esso Maracaibo de la Creole Petroleum Corporation, que cargaba con 262 mil barriles de crudo (con un peso total de 36 mil toneladas), sufrió una falla en la sala de turboalternadores que sacó fuera de servicio las plantas eléctricas de la nave; de inmediato se lanzó la alerta y el capitán y el jefe de máquinas ordenaron las maniobras de emergencia para lanzar las anclas de popa con los cabrestantes de vapor, esto con la finalidad de tratar de cambiar el curso de la nave y vararla en los bancos de arena que rodean el canal de navegación. Con esta maniobra lograron que la nave virara sobre su eje de popa, en sentido hacia la costa oriental del lago, pero por la corta distancia rozaron los pilares 31 y 32. El ing. Paul Lustgarten indicó que el ángulo de incidencia respecto al eje del canal de navegación fue de 15 grados, lo cual ocasionó el derrumbe de 259 m de la estructura. 
Cabe destacar que la acción de viraje con el timón de emergencia de la nave para evitar golpear las pilas centrales no se completó con éxito y se dependió exclusivamente de la acción del ancla de popa para virar la nave sobre su eje, con lo cual se buscaba vararla en los bancos de arena que rodean el canal de navegación; la naturaleza de esa acción era evitar el impacto contra las pilas centrales ocasionando un daño mayor a la estructura. Perdieron la vida siete personas que iban en tres vehículos y un camión, que cayeron al vacío. El puente fue reparado en ocho meses por la Creole Petroleum Corporation (causante del accidente) y la empresa venezolana Precomprimido C.A., constructora líder del puente que todavía se encontraba con los equipos en el estribo de San Francisco, hecho que facilitó la rapidez de la reparación.
En el año 1979 se reventaron por corrosión las guayas de la pila 22, con el agravante de que las guayas reventadas estaban en la capa inferior del sillín, hecho que imposibilitaba su substitución. El gobierno de la época contrató a los proyectistas constructores originales como era lo obvio, por lo que se diseñó sobre la marcha una fórmula para el rescate y definitiva solución al problema por parte de las firmas Precomprimido C.A. y Wayss & Freytag A.G. La solución definitiva fue diseñada por el Dr. Juan Otaola; se preveía el cambio de guayas de forma simple con un sillín tipo peine y guayas de mayor diámetro que en cualquier eventualidad de cambio tomaran la carga provisionalmente permitiendo mayor seguridad. Esta solución fue publicada en la revista de ASCE Civil Engineering Vol. 52. Nro. 9. Sept 1982.
En la actualidad la instalación dispone de una sala de exposiciones y sala audiovisual donde se proyectan documentales sobre las técnicas empleadas para la construcción de la estructura, paseos guiados por las instalaciones de control y vigilancia del puente, miradores con binoculares de costa y otros atractivos turísticos y culturales. 
A comienzos del siglo XXI fue remozado e iluminado en sus seis pilares mayores, utilizando para ello 96 luminarias de 600 W que pueden cambiar de color. Dicho sistema de iluminación de fabricación danesa fue diseñado para ser contemplado desde la ciudad de Maracaibo. En las noches de gran nubosidad podía verse cómo las luces iluminan las nubes. Hoy día el sistema se sabe que fue vandalizado al hacerse inoperantes las defensas eléctricas de la instalación y haberse eliminado el programa de mantenimiento que la instalación tenía hasta 2009.
Se tenía planeada la construcción de un segundo puente en el lago de Maracaibo, para el cual existía un proyecto en proceso que estaba siendo desarrollado por la compañía transnacional Constructora Norberto Odebrecht basado en un trazado similar al puente de Øresund. Contempla un tramo submarino y un puente con una configuración análoga al puente Almirante Padilla (puente también inconcluso por la corrupción y robo de los fondos del proyecto), se le denominaba puente Nigale (nombre aborigen). El trazado es de tipo mixto para tráfico vehicular y para vía férrea.
Al final, los planes no pudieron llevarse a cabo por el Caso Odebrecht y por los graves casos de corrupción por parte de funcionarios y del propio Gobierno Venezolano.

## Política y lobby alrededor de CPM

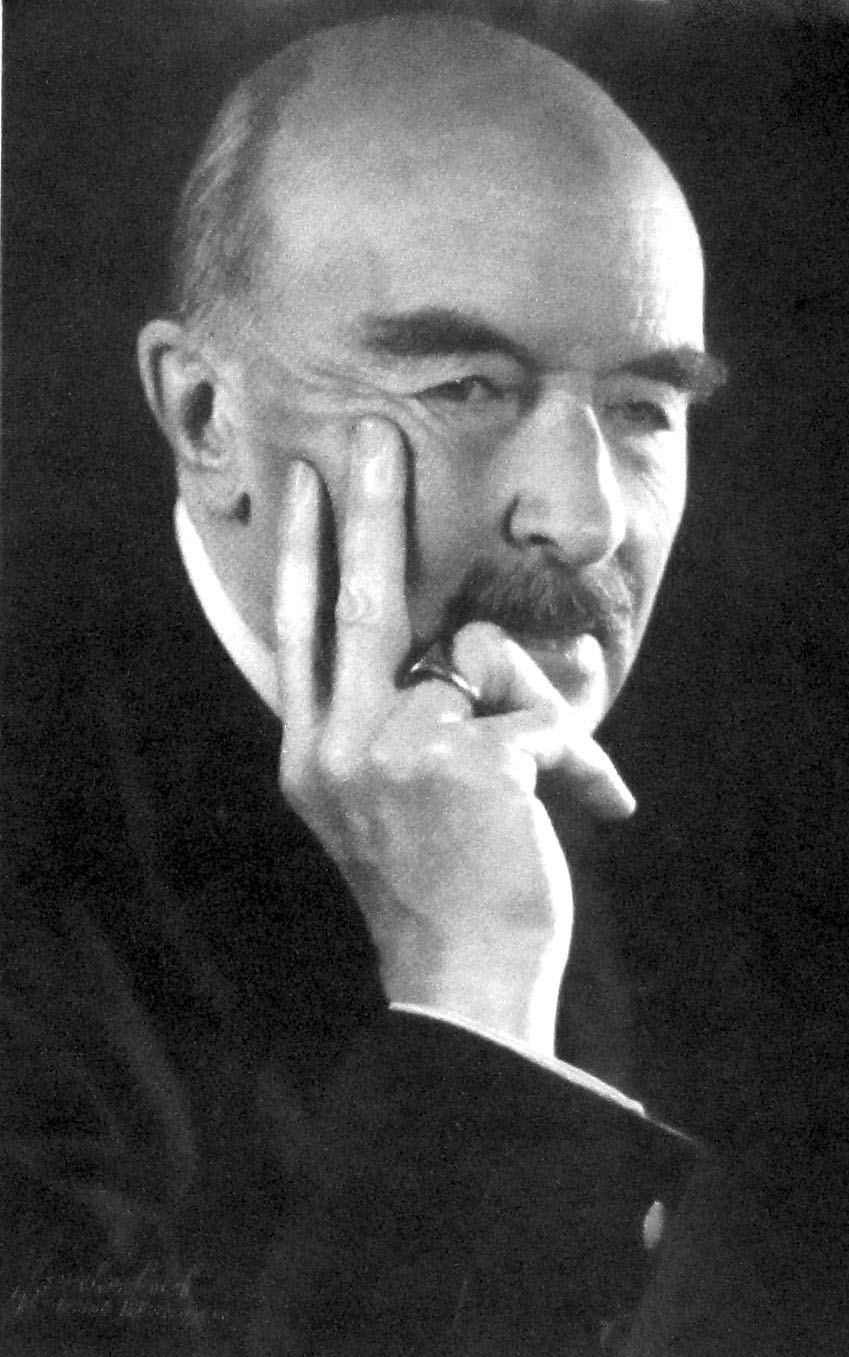
Karl Graf von Luxburg en 1956

El diplomático retirado de la realeza suizo-alemana Karl von Luxburg, conde de Luxburg, príncipe de Carolath-Beuthen y príncipe de Schoenaich-Carolath, fue una de las personas clave de la fusión empresarial "CPM" menos de diez años después de finalizada la Segunda Guerra Mundial. El contrato fue delegado a compañías alemanas en las cuales había amigos personales de Karl von Luxburg desde antes de la guerra. Era amigo de casi todo el estado mayor del ejército venezolano, con el cual compartió el tiempo más peligroso de la Segunda Guerra Mundial, y amigo personal del presidente venezolano, general Isaías Medina Angarita. Después de la muerte del conde de Luxburg en 1957, sus dos más cercanos familiares y colaboradores, Sieghard Prinz von Schoenaich-Carolath y Eberhard Horst Graf von Luxburg, Furst zu Carolath-Beuthen, cubrieron políticamente el proyecto hasta el final. Eberhard Horst, nacido en Zúrich (Suiza), usó la amplia influencia financiera de la familia von Luxburg en este país para negociar parte del financiamiento de esta magna obra.

## Aspectos culturales

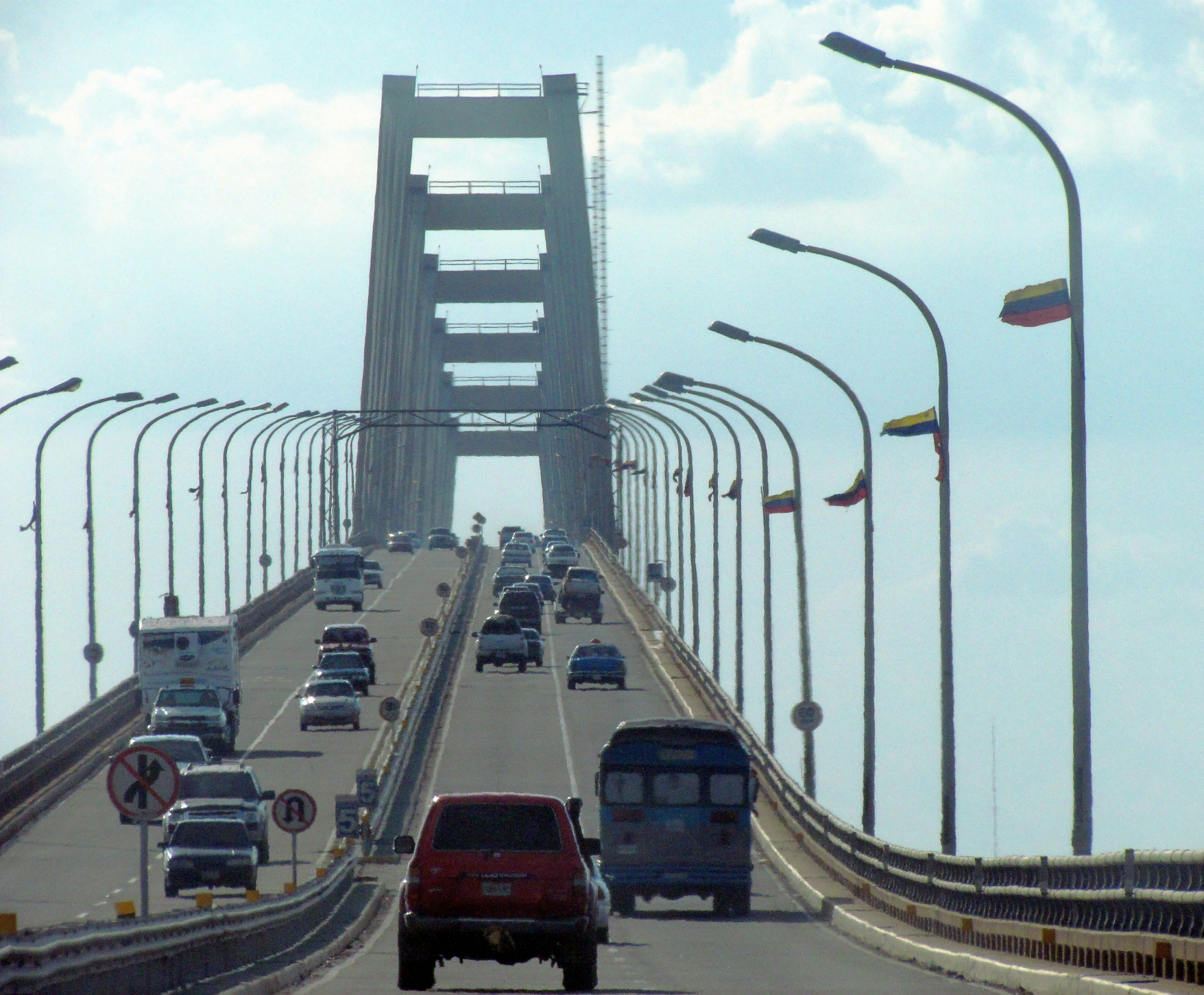
Vista en sentido Cabimas-San Francisco

El puente General Rafael Urdaneta es administrado a través del Servicio Autónomo Puente General Rafael Urdaneta (S.A.P.G.R.U.), y entre sus áreas cuenta con:
- Sala de exposiciones, donde diversos artistas plásticos exponen sus obras
- Museo histórico, donde se exponen documentos históricos del proyecto inicialmente conocido con el nombre de Puente Ambrosio Ehinger y selecciones de fotos de la construcción del puente. Disponen de un par de videos, el primero unos diez minutos de duración que resume la historia del puente, y el segundo de 50 minutos con la historia completa de la construcción de la obra.
- También dispone de un anfiteatro, entre otras instalaciones.

La sala de exposiciones y el complejo cultural aparecen en el inventario del Instituto Latino Americano de Museos dentro del directorio del estado Zulia.
El S.A.P.G.R.U celebra cada año el día 24 de agosto el aniversario de la inauguración del puente con una serie de actos, entre los que destacan las conmemoraciones religiosas, el encuentro con los pioneros y constructores, y las exhibiciones aniversario, evento que año tras año permite recopilar el aspecto humano de la historia del puente.
El puente General Rafael Urdaneta es visto por los zulianos como un icono cultural y del desarrollo de la región occidental; esto es evidenciado en diferentes expresiones culturales de la música gaitera que hablan del "lago, china (referencia a Nuestra Señora del Rosario María Virgen de Chiquinquirá, denominada popularmente "la Chinita") y puente".
En el Deutsches Museum de Múnich, Alemania, se exhibe una maqueta de unos once metros de largo del majestuoso puente.

## Mantenimiento y modernización
El S.A.P.G.R.U, a partir de 2004 ha acometido una serie de acciones para modernizar la instalación, para lo cual ha instalado o ejecutado:
- Pórticos con avisos para la señalización del tráfico.
- Modernización de los sistemas de control vial con cámaras de alta resolución.
- Modernización del sistema de alumbrado público.
- Modernización del sistema de alimentación eléctrica de la instalación, mediante el reemplazo del conductor primario, instalación de una bandeja porta cables y restitución del circuito automático de transferencia.
- En fase de ejecución en 2008 la implantación de un sistema de telepeaje.

En lo referente al programa anual de mantenimiento:
- Reparación de los aparatos de apoyo fijo y móvil del puente.
- Reparación de cabezales y vigas de riostra.
- Nivelación topográfica.
- Retensado de cables.

En septiembre de 2008, se realizó el reemplazo del cable N.° 4 del bloque SO de la pila 25; la ingeniería básica, conceptual y de detalle fueron elaboradas por el equipo de ingeniería de SAPGRU y avaladas por el equipo técnico de la FLSTP-LUZ, quienes, integrados en un equipo multidisciplinario de trabajo, lograron con personal 100% venezolano ejecutar el referido reemplazo. La única acción equivalente a la fecha es el cambio de sistema de anclaje de cables y reemplazo total de estas a principios de los años 80 del siglo XX, el cual fue realizado por el Consorcio Puente Sobre El Lago (CPL) liderado por una empresa venezolana contratada por el Ministerio de Transporte y Comunicaciones.[cita requerida]